# Institut Mines-Télécom Business School
Institut Mines-Télécom Business School europska je poslovna škola s razvedenim kampusom smještenim u Évryju i Parizu, osnovana 1979. 
IMT-BS je Financial Times 2019. rangirao na 75. mjesto među europskim poslovnim školama.
Svi programi imaju trostruku akreditaciju međunarodnih udruga AMBA, CGE, i AACSB. Škola ima istaknute apsolvente u poslovnom svijetu i u politici, a 2020.godine imala je preko 1500 studenata.

## Vanjske poveznice
- Službena stranica